# Georg Marius Reinald Levinsen
Georg Marius Reinald Levinsen, född den 23 januari 1850 i Hørsholm, död den 9 augusti 1914, var en dansk zoolog.
Levinsen blev candidatus magisterii 1874, assistent och senare inspektor vid zoologiska museet i Köpenhamn. Han behandlade i sina skrifter huvudsakligen den nordiska och arktiska havsfaunan. Levinsens viktigaste arbete är Morphological and systematical studies on Cheilostomatous Bryozoa.